# Hermaphroditismus

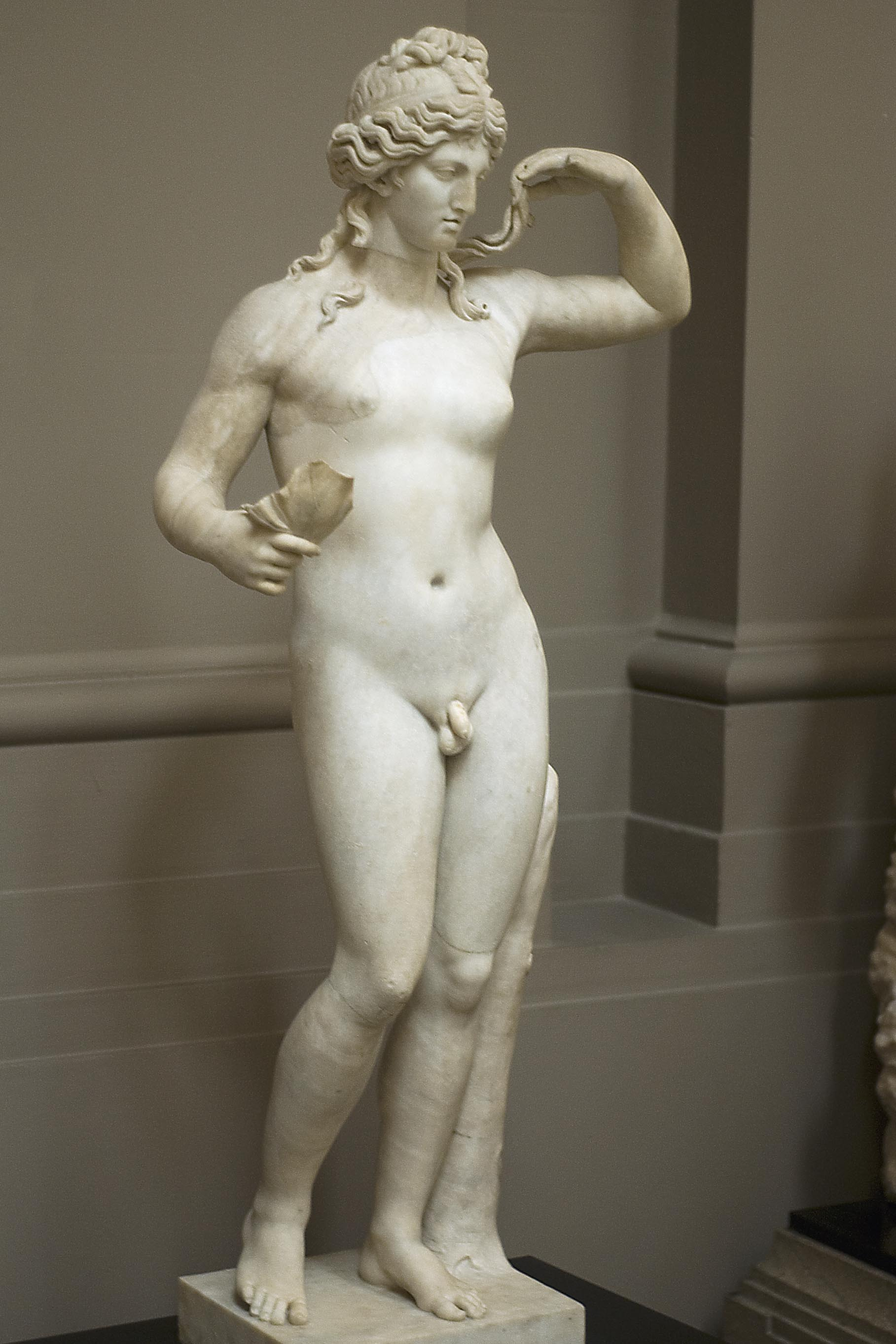
Die mythologische Figur Hermaphroditos

Hermaphroditismus (griechisch von Hermes und Aphrodite, siehe dazu Hermaphroditos), Zwittrigkeit oder Zwittertum bezeichnet in der Biologie den Zustand von doppeltgeschlechtlichen Individuen, also Individuen einer Art mit männlicher und weiblicher Geschlechtsausprägung, die sowohl männliche als auch weibliche Keimzellen bzw. Geschlechtsorgane bilden.
Vorstellungen von Zweigeschlechtlichkeit außerhalb der Biologie (z. B. in Psychologie, Mythologie) werden als Androgynie bezeichnet.

## Etymologie und Wortgeschichte

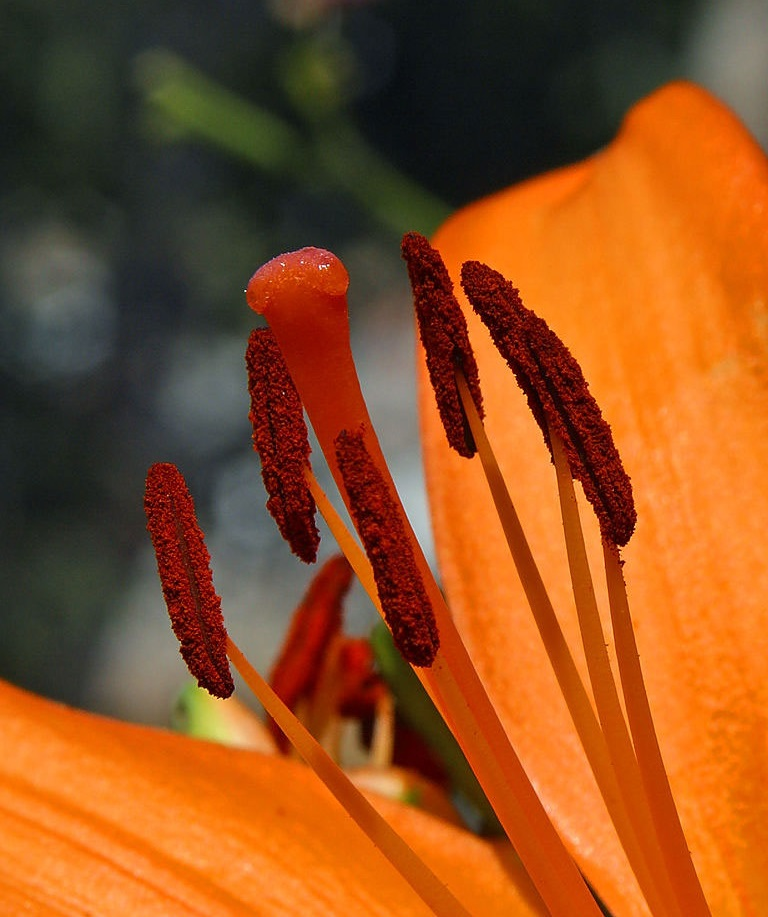
Lilienblüte mit männlichen (Staubbeutel) und weiblichen (Fruchtknoten) Geschlechtsorganen

Das Wort Hermaphrodit („zweigeschlechtliches Wesen“) leitet sich von Hermaphroditos ab, einer Figur aus der griechischen Mythologie. Ovid beschrieb in seinen Metamorphosen, wie aus dem Sohn Aphrodites und Hermes’ durch die feste Umarmung der verliebten Nymphe Salmakis ein zweigeschlechtliches Wesen entstand, und deutet dies als Ätiologie der Zwitterbildung.
Im Englischen sind im 18. Jahrhundert als korrumpierte Formen von engl. hermaphrodite auch mophrodite und (durch Metathese) morphodite entstanden, wovon die letztere Form noch besonders in Umgangssprache und Slang zur Bezeichnung einer zweigeschlechtlichen Person, einer Person mit unbestimmter Geschlechtszugehörigkeit oder einer homosexuellen Person gebräuchlich ist. In deutschen Übersetzungen aus dem Englischen wird morphodite mit Morphodit wiedergegeben, das im Deutschen ansonsten aber nicht gebräuchlich ist.

## Hermaphroditismus bei Pflanzen
Insbesondere im Pflanzenreich ist die Zwittrigkeit weit verbreitet. Bei Samenpflanzen unterscheidet man zwei Arten der Zwittrigkeit: Einhäusige Pflanzen haben auf einer Pflanze sowohl männliche (staminate) als auch weibliche (karpellate) Blüten (beispielsweise Zucchini), echt zwittrige Pflanzen haben nur eine Art von Blüten (staminokarpellate, Staubblattfruchtblattblüten), in denen sich gleichzeitig männliche und weibliche Geschlechtsorgane befinden. Über verschiedene Strategien, etwa unterschiedliche abwechselnde Blütezeiten von männlichen und weiblichen Blüten an einem Exemplar (Bestäubung dann eines anderen Exemplars mit anderem Blührhythmus) oder mithilfe von Mechanismen zur Förderung der Fremdbestäubung oder auch durch Selbstinkompatibilität wird eine Eigenbefruchtung bei den meisten Pflanzenarten vermieden.

## Hermaphroditismus bei Tieren
Im Tierreich lassen sich drei unterschiedliche Arten von Hermaphroditismus unterscheiden, von denen eine nur vorgetäuscht ist:

### Dichogamie: Änderung des Geschlechtes im Laufe des Lebenszyklus
Als konsekutive Zwitter ändern diese Tiere ihr Geschlecht im Laufe ihrer Entwicklung und produzieren daher im Laufe ihres Lebens sowohl männliche Keimzellen als auch weibliche Eizellen. Je nachdem welche Keimdrüsen zuerst Keimzellen produzieren, spricht man entweder von Proterandrie, für Tiere die zunächst männlich sind oder, bei Tieren die zuerst weiblich sind von Proterogynie oder Erstweiblichkeit. Durch Dichogamie wird Autogamie (bzw. Selbstbefruchtung) vermieden und damit die gegenseitige Befruchtung gefördert.

#### Proterandrie

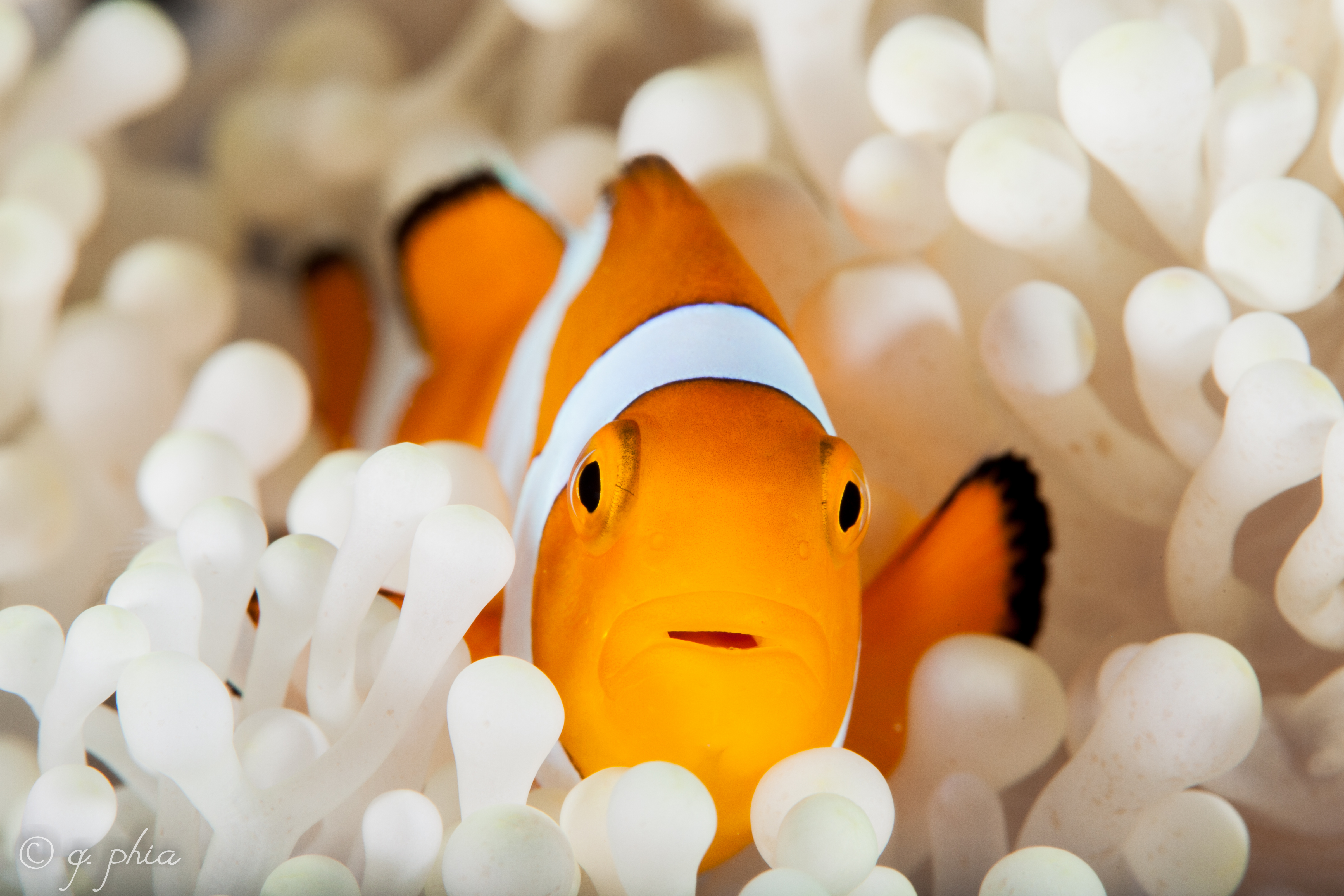
Echter Clownfisch

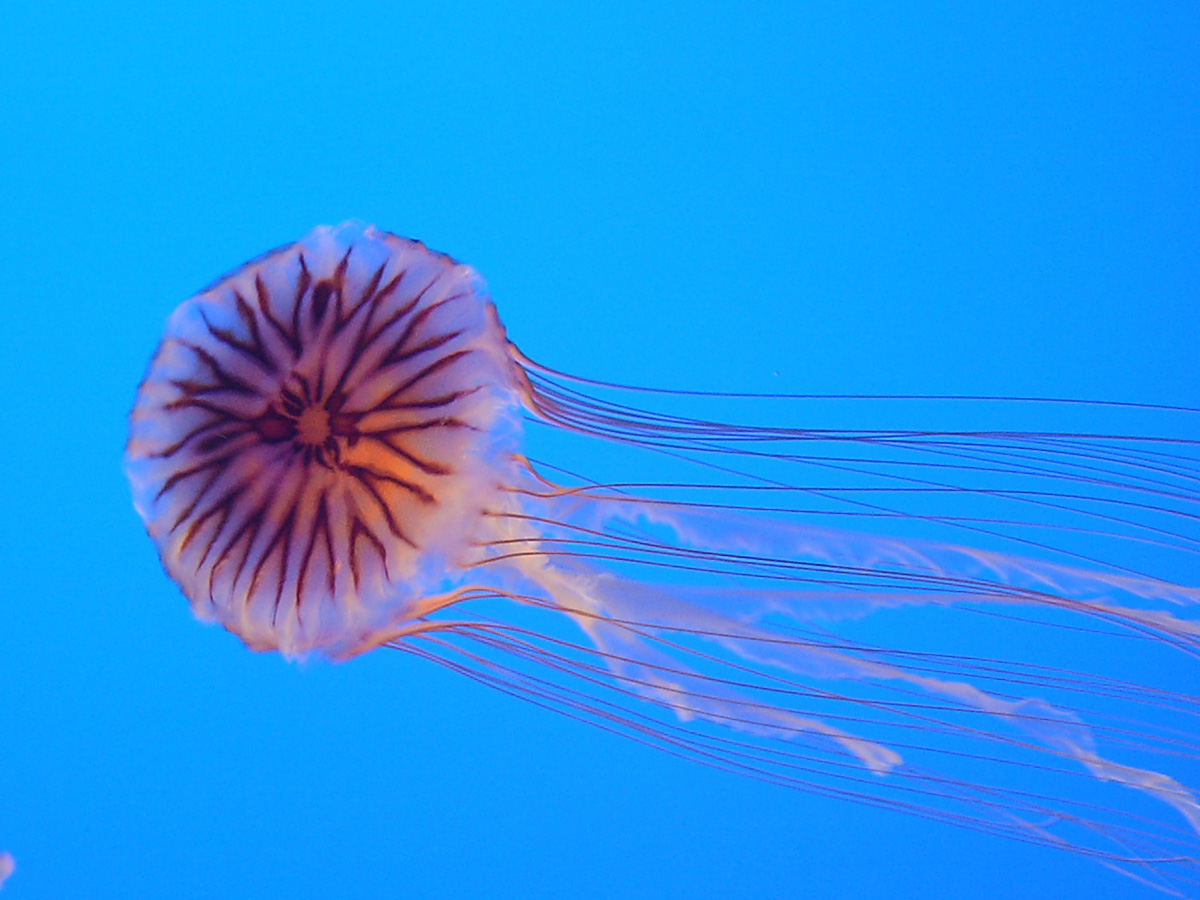
Ein weiteres Beispiel für Proterandrie ist die Kompassqualle

Unter Proterandrie oder Erstmännlichkeit versteht man eine Geschlechtsumwandlung vom männlichen, Spermien produzierenden Individuum zum weiblichen, Eizellen produzierenden Tier im Laufe des Lebenszyklus.
Bei allen konsekutiven Zwittern stellt die meist vollständige Umwandlung eines Geschlechts in das andere den Normalfall dar. Es ist deutlich häufiger, dass diese Tiere zuerst männlich sind und später – meist nach weiterem Wachstum – weiblich werden. Neben Größe und Gewicht spielen aber auch Stoffwechselprozesse, interne Rangordnung und Konkurrenzdruck eine Rolle.
Proterandrie kommt bei vielen Plattwürmern, Ringelwürmern, zahlreichen Schnecken und Manteltieren vor, sowie auch bei einzelnen Nesseltieren (z. B. der Kompassqualle), Gliederfüßern (wie Buckelfliegen) und Stachelhäutern wie Seesternen vor. Mit zunehmendem Alter bilden sich bei diesen Tieren allmählich mehr und mehr weibliche Geschlechtsteile aus, während sich die männlichen Geschlechtsteile zurückbilden. Schließlich wird das Tier weiblich und produziert selbst Eizellen. Proterandrie ist viel häufiger als Proterogynie. Dies ist verständlich, denn für die männliche Phase (Produktion winziger Spermien) genügt eine geringere Körpergröße als für die weibliche Phase (Produktion dotterhaltiger, meist großer Eizellen).
Bei Anemonenfischen (wie dem echten Clownfisch) kommen alle Fische männlich zur Welt, wobei anfangs nicht klar ist, ob sie jemals geschlechtsreif oder weiblich werden. Der älteste, größte und ranghöchste Fisch einer Gemeinschaft ist immer das Weibchen, während der nächste in der Rangordnung das begattende Männchen ist. Keiner der übrigen männlichen Junggesellen ist geschlechtsreif. Nach dem Tod des Weibchen wird das geschlechtsreife Männchen weiblich und übernimmt die Führung der Gruppe.
Der nächste Junggeselle wird zum geschlechtsreifen Männchen.
Die Geschlechtsreife und der Geschlechtswechsel werden durch das unter Stress ausgeschüttete Hormon Cortisol unterdrückt. Das weibliche Leittier übt durch sein Verhalten Stress auf die Junggesellen seines Harems aus und verhindert dadurch den Umwandlungsprozess.
Auch Kugelfische sind ein Beispiel für Erstmännlichkeit und können im Laufe des Lebenszyklus zu weiblichen Tieren werden.
Plattwürmer, zu denen die Strudelwürmer, Saugwürmer und die Bandwürmer zählen, sind fast immer Zwitter, die über einen hochkomplizierten und umfangreichen Geschlechtsapparat verfügen. Die männlichen Gonaden kommen in der Regel zuerst zur Reife und sichern somit die Möglichkeit einer inneren Besamung mit meist wechselseitiger Begattung. Auch Autokopulation ist von Bandwürmern bekannt.

#### Proterogynie
Seltener als Proterandrie ist die sogenannte Proterogynie oder Erstweiblichkeit, bei der die weiblichen Eizellen reifen, bevor dasselbe Tier männliche Samenzellen produziert.
Auch einige Wirbeltierarten vollziehen eine entwicklungsbedingte Geschlechtsumwandlung, z. B. einige marine Barschverwandten, einschließlich Sägebarschen und Meerbrassen. Aber auch Kiemenschlitzaale, Papageifische, Grundeln und Großkopfschnapper sind Beispiele für Proterogynie.
Bei Krebstieren sind Asseln ein Beispiel für Erstweiblichkeit.

### Hermaphroditismus

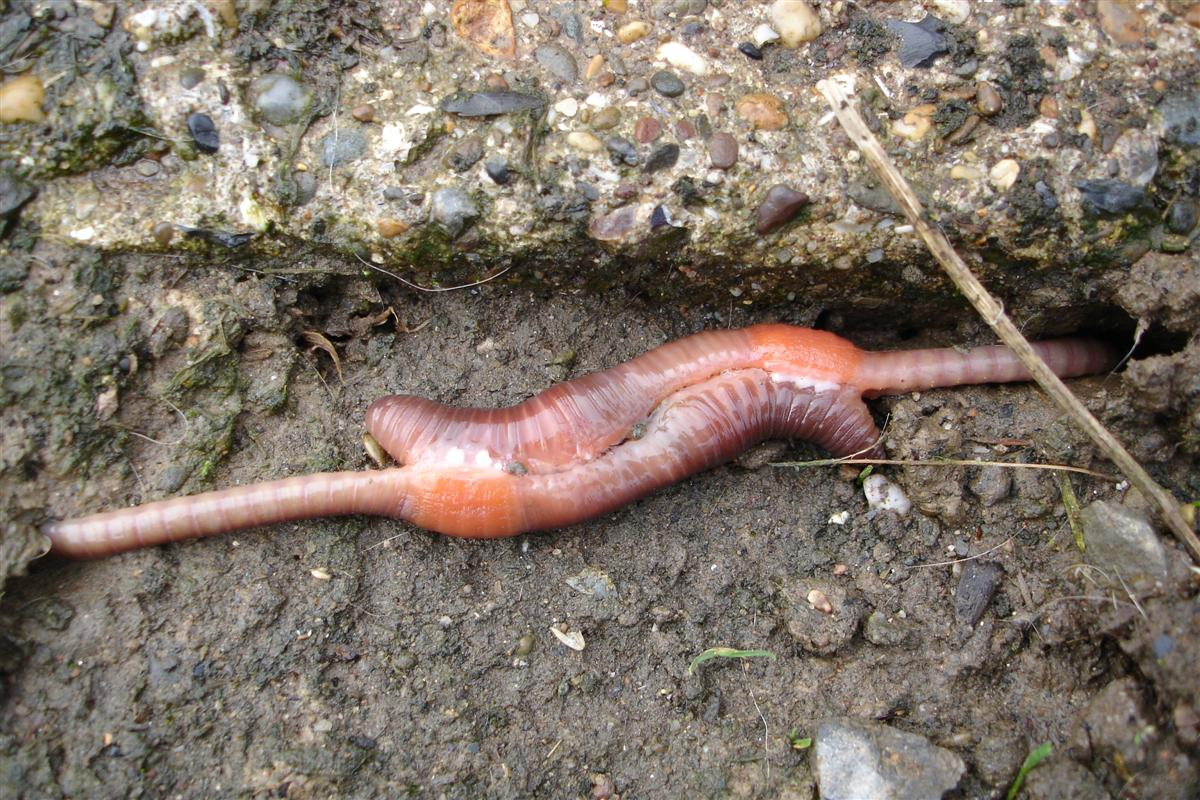
Regenwürmer bei der Paarung

Wenn Tiere gleichzeitig sowohl männliche als auch weibliche Geschlechtsorgane ausbilden, nennt man sie auch Simultanzwitter.
Regenwürmer sind echte Zwitter, d. h. sie besitzen sowohl männliche Geschlechtsorgane (Hoden) als auch einen weiblichen Eierstock. In Ausnahmefällen sind sie dazu in der Lage, sich selbst zu befruchten. Normalerweise suchen sie sich aber einen Partner, mit dem sie sich paaren und ihre Samenzellen austauschen. Bei der Paarung legen sich die beiden Partner in entgegengesetzter Richtung mit den als „Gürtel“ erkennbaren Verdickungen so aneinander, dass diese sich mit ihren Samentaschen gegenüber liegen. Um den Samenaustausch zu erleichtern, produzieren die Drüsen der Gürtelzone Schleim. Die Spermien werden so lange in der Samentasche aufbewahrt, bis die Eizellen herangereift und befruchtet werden können.

### Pseudohermaphroditismus

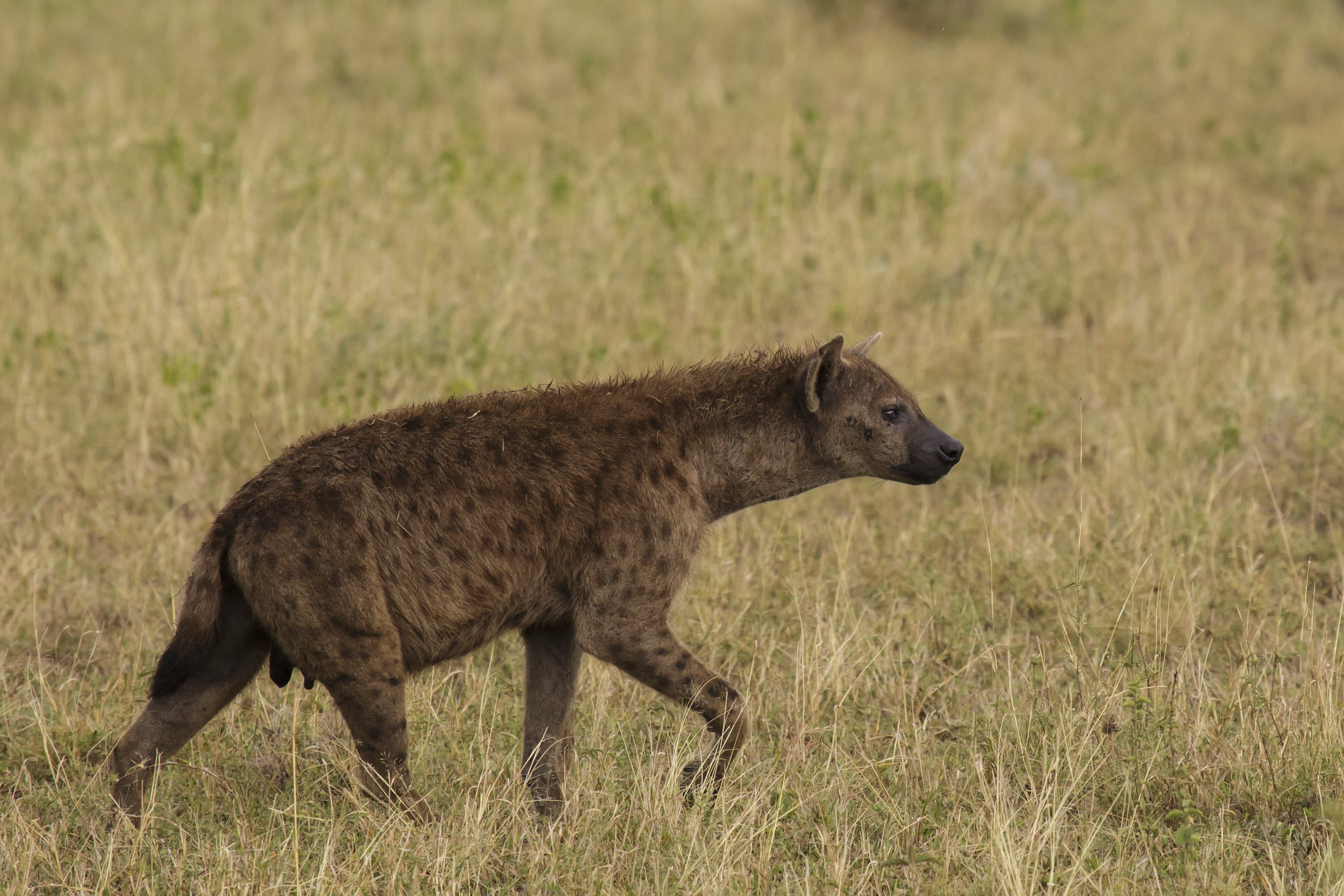
Tüpfelhyäne im Serengeti-Nationalpark

Dabei handelt es sich um eine Form von unechter Zwittrigkeit, die beispielsweise bei Tüpfelhyänen zu beobachten ist. Hier ist das ranghöchste Tier stets ein Weibchen, vom Verhalten her ist es jedoch so aggressiv wie die Männchen. Außerdem sind die Weibchen nicht nur größer als die Männchen, insbesondere ranghohe Tiere haben auch eine extrem vergrößerte Klitoris, die in Form eines Pseudopenis sichtbar ist. Die Maskulinisierung ist optisch so überzeugend, dass die Unterscheidung zwischen echten Männchen und weiblichen Tieren mit vermännlichtem Genitaltrakt mitunter fast unmöglich ist. Mitunter wurde jungen Hyänen in Zoos daher bereits das falsche Geschlecht zugewiesen.

## Zellenhermaphroditismus
In der Zellbiologie kam Ende des 19. Jahrhunderts die Theorie des Hermaphroditismus von Zellen auf, weil man zwar im Mikroskop sehen konnte, dass die vermuteten weiblichen und männlichen Erbanlagen zu gleichen Teilen auf die erste embryonale Zelle übertragen werden, aber die Entdeckung des geschlechtsbestimmenden XY/XX-Systems erst 1905 durch Edmund B. Wilson und Nettie Stevens erfolgte.

## In der Literatur
Der Begriff Morphodit wird z. B. von Harper Lee in ihrem Roman Wer die Nachtigall stört (To Kill a Mocking Bird) aus dem Jahr 1960 verwendet:
- Im 8. Kapitel bauen Jem und Scout aus Erde und dem spärlichen Schnee einen Schneemann, der zunächst Mr. Avery allzu ähnlich sieht. Diese Ähnlichkeit versucht Jem durch Zugabe von Merkmalen Miss Maudies zu verschleiern – nun ist der Schneemann, so drückt Miss Maudie es aus, „ein absoluter Morphodit“.
- Im 14. Kapitel plappert Scout den ihr unbekannten Begriff nach, als sie Jem anschreit: „Du verdammter Morphodit, ich bringe dich um!“

Den Begriff Morphodit verwendet auch der Science-Fiction-Schriftsteller M. A. Foster in seiner Morphodit-Trilogie (The Morphodite Trilogy), die aus den Bänden Der Morphodit (The Morphodite, 1981), Der Transformer (Transformer, 1983) und Der Bewahrer (Preserver, 1985) besteht.

## In der Medizin
Beim Menschen kommt der echte Hermaphroditismus (gleichzeitiges Vorliegen von Hoden- und Ovarialgewebe) sehr selten vor. Es ist hierbei die seltenste Form einer Störung der Geschlechtsentwicklung (disorders of sex development, DSD) und wird mittlerweile als „ovotestikuläres Syndrom“ bezeichnet. Schätzungsweise tritt sie bei einer von 100.000 Lebendgeburten auf, bis 1991 wurden etwa 500 Fälle dokumentiert. 
Ein Pseudohermaphroditismus des Menschen wird als Intersexualität bezeichnet.